# Nadia Wassef
Pour les articles homonymes, voir Wassef.
Nadia Wassef, née 1974 au Caire, est une écrivaine et éditrice égyptienne. 
Elle est cofondatrice de la première enseigne de librairies modernes et indépendantes d'Égypte. Elle raconte son épopée entrepreneuriale et littéraire dans son roman La Libraire du Caire.

## Biographie
Nadia Wassef est née au Caire en 1974. De confessions mixtes, les parents Wassef tiennent à donner à leurs filles une culture internationale. Les filles Wassef étudient à l'université américaine du Caire où elles apprennent l'anglais. Nadia Wassef obtient plus tard un master en littérature comparée anglo-saxonne, un master en anthropologie sociale de la School of Oriental and African Studies de Londres et un troisième master d’écriture créative à Birbeck, Université de Londres.    
Elle travaille sur les mutilations génitales dans la Female Genital Mutilation Task Force et au Women and Memory Forum, une organisation égyptienne de recherche focalisée sur une lecture de l’histoire culturelle arabe.        

## Activité de libraire
Dans une Égypte dite atrophiée culturellement, Nadia Wassef se bat pour développer le goût de la lecture dans son pays, au delà de l'aspect commercial. 
Le 8 mars 2002, avec sa soeur Hind et leur amie Nihal Shawky, elles ouvrent Diwan, la première librairie indépendante d'Égypte, dans le quartier chic de Zamalek où elles ont grandi. Les trois entrepreneuses sont confrontées aux réalités politiques du régime Moubarak, colonialistes et socio-économiques concernant le choix des ouvrages qu'elles veulent proposer. Elles affrontent la censure et le patriarcat.
La librairie est un lieu de vie à part entière, avec un café en son centre. Les clients peuvent s'y retrouver et prendre le temps de feuilleter, les professeurs viennent y donner des cours, des ateliers de lecture en groupe sont organisés. Diwan se veut moderne et éclectique par la diversité de ses ouvrages et supports : des lectures progressistes et souvent censurées par le gouvernement, de la littérature arabe classique, des CDs et DVDs, des livres sur la parentalité en passant par les essentiels de l'Égypte.
Avec l'ouverture d'une dizaine de succursales dans différents quartiers du Caire, Nadia Wassef devient une véritable femme d'affaires. Elle figure sur la liste Forbes des cent femmes arabes les plus puissantes du Moyen-Orient en 2014, 2015 et 2016.  
Vingt ans après, la chaîne de librairies a survécu à la récession de 2008, puis à la révolution égyptienne de 2011, mais Nadia Wassef n'en fait plus partie. En 2022, l'institution Diwan devient aussi maison d'édition en rachetant les droits et rééditant des romans de Naguib Mahfouz.

## Carrière d’écrivaine
En 2014, Nadia Wassef part vivre à Londres avec ses deux filles. 
Elle écrit Shelf Life, chronicles of a Cairo bookseller, la Libraire du Caire en français. Le récit non chronologique, est construit autour de chapitres qui correspondent aux différentes sections de la librairie. Ainsi, dans le chapitre Essentiels d'Egypte, Nadia Wassef aborde le sujet de l'appropriation historique de son pays par l'Occident. Son roman mêle ses confessions de femme et de mère à ses combats contre la misogynie et la bureaucratie en tant qu'entrepreneuse. C'est à la fois le portrait d'une Égypte moderne et une déclaration d'amour à la littérature et aux librairies.  

## Distinctions
- Lauréate de l'Initiative pour le développement économique de Veuve Clicquot, 2011
- 60e femme arabe la plus puissante, liste Forbes 2014[10]
- 98e femme arable la plus puissante, liste Forbes 2015[11]
- 99e femme arabe la plus puissante, liste Forbes 2016[7]
- Femme de l'année 2022 (UNICEF & Look! Magazine) dans la catégorie "Femme pour les femmes"

## Publication
- La Librairie du Caire[12], traduit de l'anglais par Sylvie Schneiter, édition originale chez Farrar, Straus and Giroux, 2021.